# Uchaud
Uchaud es una comuna francesa, situada en el departamento de Gard, de región de Occitania.

## Demografía
| 1 056 | 1 378 | 1 904 | 2 339 | 2 699 | 3 284 | 3 873 | 4 315 |
| Para los censos de 1962 a 1999 la población legal corresponde a la población sin duplicidades (Fuente: INSEE [Consultar]) |       |       |       |       |       |       |       |